# Аерофотоапарат
Аерофотоапарат (АФА) (рос. аэрофотоаппарат (АФА), англ. aircamera, нім. Luftkamera) — прилад, призначений для фотографування місцевості з літального апарата; АФА повинний забезпечувати високі вимірювальні і дешифрувальні властивості аерофотознімків. Сучасний АФА є системою, що складається з фотографічної камери, установки для її кріплення і командного приладу для автоматичного керування зйомкою. Установка АФА демпфується, що майже цілком виключає наслідки вібрації. Для одержання знімків з кутами нахилу 20-40' застосовують гіростабілізуючий пристрій.